# Kaktussparvduva
Kaktussparvduva (Metriopelia morenoi) är en fågel i familjen duvor inom ordningen duvfåglar.

## Utbredning
Fågeln förekommer i Anderna i nordvästra Argentina. Den behandlas som monotypisk, det vill säga att den inte delas in i några underarter.

## Status
Arten har ett stort utbredningsområde och beståndet anses vara stabilt. Internationella naturvårdsunionen IUCN listar den därför som livskraftig (LC).

## Namn
Fågelns vetenskapliga artnamn hedrar Francisco Josué Pascasio Moreno (1852-1919), argentinsk zoolog och paleontolog som grundade La Plata-museet 1884. Tidigare kallades den morenosparvduva även på svenska, men tilldelades 2024 ett mer informativt namn av BirdLife Sveriges taxonomikommitté.